# Humla (dystrykt)

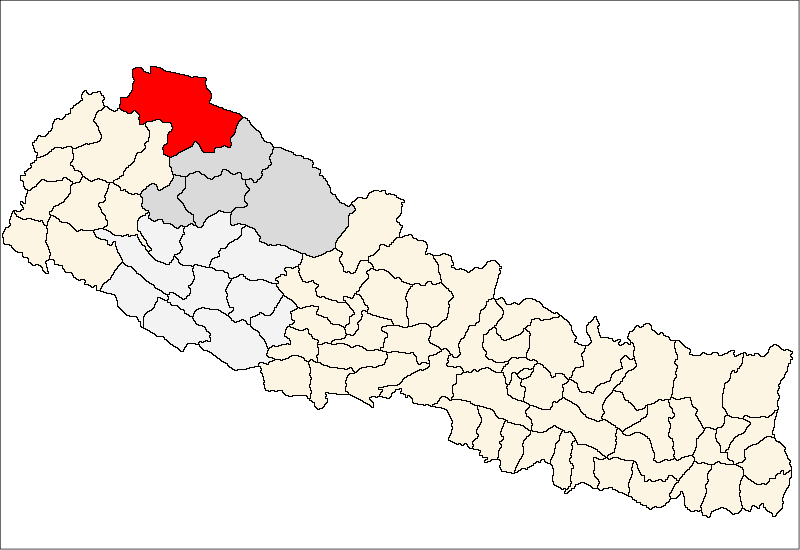
Dystrykt Humla

Dystrykt Humla (nep. हुम्ला) – jeden z siedemdziesięciu pięciu dystryktów Nepalu. Leży w strefie Karnali. Dystrykt ten zajmuje powierzchnię 5655 km², w 2001 r. zamieszkiwało go 40 595 osób. Stolicą jest Simikot.